# غريغ فوستر
غريغ فوستر (بالإنجليزية: Greg Foster) هو منافس ألعاب قوى أمريكي، ولد في 4 أغسطس 1958 في مايوود في الولايات المتحدة.

## وصلات خارجية
- غريغ فوستر على موقع الاتحاد الدولي لألعاب القوى (الإنجليزية)
- غريغ فوستر على موقع الاتحاد الأمريكي لسباقات المضمار والميدان، قاعة المشاهير (الإنجليزية)
- غريغ فوستر على موقع اللجنة الأولمبية الدولية (الإنجليزية)
- غريغ فوستر على موقع أوليمبيديا (الإنجليزية)